# پایان‌نامه

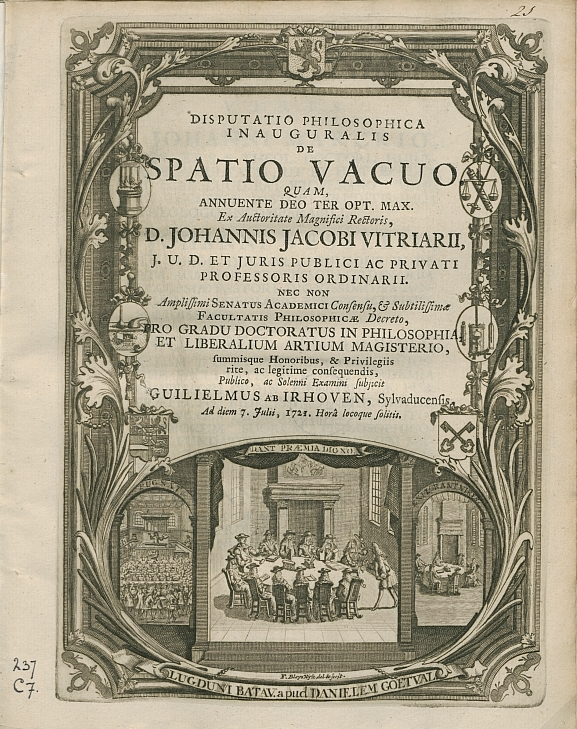
آگهی جشن دکتری در تاریخ ۷ ژوئیهٔ ۱۷۲۱

پایان‌نامه (thesis) یا رساله (dissertation) یا تِز (به فرانسوی: thèse) نوشتاری است که دانشجویان در موضوعی خاص مربوط به رشتهٔ تحصیلی خود، برای دریافت مدرک تحصیلی می‌نویسند. 
در پایان‌نامهٔ دانشجویان موضوع یا سؤالی را بررسی کرده و از راه تجزیه و تحلیل یا تجارب عملی یا آزمایشی به آن پاسخ می‌دهند. به بیان دیگر پایان‌نامه شامل استدلال موضوعی، ارائهٔ پژوهشی تجربی، حاصل کارآموزی یا عصاره‌ای از درس‌های آموخته‌شده در دوران تحصیلی دانشجوست که با راهنمایی استادان نگارش و تدوین می‌شود. پایان‌نامه با عنوان و محتوای تکراری در هیچ سیستم آموزشی و در هیچ مقطع تحصیلی‌ای تعریف نشده‌است و همهٔ دانشجویان موظف به نگارش پایان‌نامه با موضوع و محتوای جدید هستند. 
اغلب پایان‌نامه‌های دوره کارشناسی به صورت نوشتاری حاصل از گردآوری تحقیقات دیگر می‌باشد. در حالی که پایان‌نامه در مقطع کارشناسی ارشد و دکتری لزوماً باید موضوع جدیدی را مورد هدف قرار دهد.
در بسیاری از متون از کلمهٔ «پایان‌نامه» برای نوشتار پایان دورهٔ دورهٔ کارشناسی یا کارشناسی ارشد و از کلمهٔ «تز» یا «رساله» برای نوشتار پایان دورهٔ دکتری استفاده می‌شود. تفاوت «تز» و «رسالهٔ دکتری» با پایان‌نامهٔ دورهٔ کارشناسی یا کارشناسی ارشد، جدید بودن و نوآوری پژوهش‌های انجام‌شده و همچنین حجم بیشتر این تحقیقات در دورهٔ دکتری است. 
به عبارتی دیگر پایان‌نامه دوره کارشناسی یا کارشناسی ارشد گاهی می‌تواند ارائه نتایج پژوهشی توسعه گونه در مطالعات و تحقیقات پیشین باشد اما «تز» یا «رساله» لزوماً باید نتایج حاصل از پژوهش ایده‌ای نوین یا ارائه راه حلی برای مسئله‌ای که تاکنون حل نشده بوده‌است، باشد.
پایان‌نامه و رساله به کمک استادان راهنما نگارش می‌شوند و در آخر در یک جلسه متشکل ار استادان و دانشجویان دیگر در قالب گزارش کار ارائه داده می‌شود. پایان‌نامه کارشناسی ارشد دارای پروپوزال می‌باشد.

### ساختار
پایان نامه دارای صفحه عنوان، چکیده، فهرست مطالب است و شامل فصول مختلف مانند مقدمه، بررسی ادبیات، روش شناسی، نتایج، بحث و کتابشناسی یا معمولاً بخش مراجع است. پایان نامه در ساختار خود مطابق با زمینه های مختلف تحصیلی (هنر، علوم انسانی، علوم اجتماعی، فناوری، علوم تجربی و غیره) متفاوت هستند.
اولین دغدغه‌ای که ممکن است برای هر دانشجویی در هنگام نگارش و انجام پایان نامه ایجاد شود، انتخاب موضوع پایان‌نامه است. موضوعی که دانشجویان برای پایان‌نامه خود انتخاب می‌کنند، باید موضوعی جدید و خلاقانه باشد و نباید درباره این موضوع در ایران از قبل پژوهشی انجام‌شده باشد.

### کارگروه پایان نامه
کارگروه پایان نامه ( یا کمیته پایان نامه ) کمیته ای است که بر پایان نامه یک دانشجو نظارت می کند. در ایالات متحده، این کارگروه ها معمولاً متشکل از یک استاد راهنما یا مشاور اولیه و دو یا چند عضو کمیته هستند که بر پیشرفت پایان نامه نظارت می کنند و همچنین ممکن است به عنوان کمیته بررسی یا هیئت داوران در بررسی شفاهی پایان نامه عمل کنند .

### نقش پایان نامه کارشناسی ارشد در مصاحبه دکتری
یکی از سوالات رایج که در مصاحبه دکتری در همه دانشگاه‌ها از داوطلبان پرسیده می‌شود، سوال از پایان نامه کارشناسی ارشد است. لازم است که پایان نامه را به صورت فیزیکی در جلسه مصاحبه همراه داشته باشید. معمولاً بعد از بخش معرفی، سؤالاتی از پایان نامه کارشناسی ارشد شما پرسیده می‌شود.
ماهیت تحصیل در مقطع دکتری همانند کارشناسی ارشد، بیشتر پژوهشی و تحقیقاتی است. پس یکی از مواردی که می‌توان از آن امتیاز کسب کرد و صلاحیت و توانایی علمی شما را ثابت کند، تسلط کامل بر محتوای پایان نامه کارشناسی ارشد است. لازم است که مروری بر پایان نامه خود به خصوص روش تحقیق آن داشته باشید تا توان دفاع از پایان نامه دوره ارشد خود را کسب کنید.
حتماً چند روز قبل از مصاحبه دکتری، پایان نامه خود را کامل مرور کنید، تا تسلط کاملی روی مطالب آن داشته باشید. سوالات پرتکرار مصاحبه دکتری پیرامون پایان نامه کارشناسی ارشد، عبارتند از:
1. موضوع پایان نامه
2. از چه روش‌های تحقیق در پایان نامه استفاده کردید
3. یافته‌های پایان نامه
4. چرا از این نرم افزار یا آزمایش خاص استفاده کردید
5. پایان نامه شما می‌تواند یکی از نقاط قوت در مصاحبه دکتری باشد.[۳]

### نقش استاد راهنما
نقش استاد راهنمای پایان نامه کمک و حمایت از دانشجو در تحصیل و تعیین آمادگی پایان نامه برای امتحان است. پایان نامه توسط دانشجو نوشته می شود نه استاد راهنما.
یکی از سوالات رایج که در مصاحبه دکتری در همه دانشگاه‌ها از داوطلبان پرسیده می‌شود، سوال از پایان نامه کارشناسی ارشد است. لازم است که پایان نامه را به صورت فیزیکی در جلسه مصاحبه همراه داشته باشید. معمولاً بعد از بخش معرفی، سؤالاتی از پایان نامه کارشناسی ارشد شما پرسیده می‌شود.
ماهیت تحصیل در مقطع دکتری همانند کارشناسی ارشد، بیشتر پژوهشی و تحقیقاتی است. پس یکی از مواردی که می‌توان از آن امتیاز کسب کرد و صلاحیت و توانایی علمی شما را ثابت کند، تسلط کامل بر محتوای پایان نامه کارشناسی ارشد است. لازم است که مروری بر پایان نامه خود به خصوص روش تحقیق آن داشته باشید تا توان دفاع از پایان نامه دوره ارشد خود را کسب کنید.
حتماً چند روز قبل از مصاحبه دکتری، پایان نامه خود را کامل مرور کنید، تا تسلط کاملی روی مطالب آن داشته باشید. سوالات پرتکرار مصاحبه دکتری پیرامون پایان نامه کارشناسی ارشد، عبارتند از:
موضوع پایان نامه
از چه روش‌های تحقیق در پایان نامه استفاده کردید
یافته‌های پایان نامه
چرا از این نرم افزار یا آزمایش خاص استفاده کردید
پایان نامه شما می‌تواند یکی از نقاط قوت در مصاحبه دکتری باشد.

## تجارت پایان‌نامه
پایان‌نامه‌ها به صورت غیرقانونی خرید و فروش می‌شوند. در این زمینه وب‌گاه‌هایی به‌وجود آمده‌اند که اقدام به فروش پایان‌نامه‌های از پیش آماده‌شده با عنوان، مشخصات و مبلغ معین می‌کنند. قیمت پایان‌نامه‌ها با توجه به مقطع تحصیلی (کارشناسی، کارشناسی ارشد، یا دکترا) متفاوت است.
همچنین موسساتی هستند که خدمات انجام پایان نامه ارشد و انجام پایان نامه دکتری، پروپوزال و مقالات مختلف را به ازای دریافت هزینه انجام می دهند. این روند نشان دهنده این است که سیستم آموزشی ایران در بسیاری اوقات ناکارآمد و ناامید کننده برای دانشجو می باشد.